# Flažolet
Flažoletni ton je v glasbeni terminologiji ton, ki ga lahko zaigramo na strunskih glasbilih in aerofonih. Na strunskih glasbilih ga dobimo tako, da zabrenkamo na struno, pri čemer se s prstom druge roke dotikamo enega od vozlov strune. Tako dobimo višje harmonske tone strune.
Najpogostejši flažoleti se izvajajo na dvanajstem in sedmem polju ubiralke, ki ustrezata polovici in tretjini strune. Četrtini ustreza peto polje.
Poznamo tudi umetne flažolete, dobimo jih tako, da struno na ubiralki stisnemo, z drugo roko pa se je hkrati dotaknemo na polovici nove dolžine in jo zabrenkamo. Ta tehnika se običajno uporablja samo za druge harmonske tone.